# Prepisivanje stringa
Sustav prepisivanja stringa je supstitucijski sustav korišten za transformiranje stringa prema specificiranim pravilima prepisivanja.

## Ekvivalencija osnovnih sustava prepisivanja stringa
Određeni osnovni oblici sustava prepisivanja stringa su u biti istovjetni sustavima prepisivanja termina. Pretpostavimo da imamo stringove nad abecedom A, i da je dan skup pravila tranformiranja nad podstringovima oblika
{\displaystyle x_{0}x_{1}\cdots x_{n}\rightarrow y_{0}y_{1}\cdots y_{m},\quad x_{i},y_{i}\in A}
naznačujući da bilo koji podstring x0x1...xn valja zamijeniti s y0y1...ym.
Takav se sustav može reformulirati u sustav prepisivanja termina - transformacijska pravila sad postaju
{\displaystyle x_{0}(x_{1}(\cdots (x_{n}(x)))\cdots )\rightarrow y_{0}(y_{1}(\cdots (y_{m}(x))\cdots ),}
gdje svako xi i yi čine funkcijske simbole u sustavu prepisivanja termina.
Stringovi u ovom sustavu prepisivanja termina su tad temeljni termini.

## Primjeri
Primjeri računskih modela zasnovanih na determinističkom prepisivanju stringa uključuju Markovljev algoritam, Postov kanonski sustav (npr. sustav oznaka), niz formalnih gramatika, te L-sustave (potonji se ponajviše koriste za stvaranje određenih skupova fraktala kao što su Cantorov skup i Mengerova spužva).

## Vidjeti također
- Formalna gramatika
- L-sustav
- Markovljev algoritam
- Semi-Thue sustav
- Sustav oznake